# 231 (numero)
Duecentotrentuno (231)  è il numero naturale dopo il 230 e prima del 232.

## Proprietà matematiche
- È un numero dispari.
- È un numero composto con otto divisori: 1, 3, 7, 11, 21, 33, 77 e 231. Poiché la somma dei suoi divisori è 153 < 230, è un numero difettivo.
- È il ventiduesimo numero sfenico, ovvero prodotto di tre fattori primi distinti.
- È il ventunesimo numero triangolare, la somma dei primi 21 numeri interi. Anche 21 è un numero triangolare, il sesto; e anche 6 è un numero triangolare. È quindi il triangolo di un triangolo di un triangolo.
- È inoltre un numero esagonale, 17-gonale, 78-gonale e 23-gonale centrato.
- È un numero ottaedrico.
- È un numero malvagio.
- È il numero delle partizioni di 16.
- Può essere espresso in quattro modi diversi come differenza di due quadrati: 231=162-52=202-132=402-372=1262-1152.
- È un numero palindromo in base 2 (11100111)  e nel sistema di numerazione posizionale a base 20 (BB) e a base 32 (77). In queste due ultime base è altresì un numero a cifra ripetuta.
- È parte delle terne pitagoriche (108, 231, 255), (160, 231, 281), (231, 308, 385), (231, 392, 455), (231, 520, 569), (231, 792, 825), (231, 1260, 1281), (231, 2420, 2431), (231, 2960, 2969), (231, 3808, 3815), (231, 8892, 8895), (231, 26680, 26681).
- È un numero fortunato.
- È un numero congruente.

## Astronomia
- 231P/LINEAR-NEAT è una cometa periodica del sistema solare.
- 231 Vindobona è un asteroide della fascia principale del sistema solare.

## Astronautica
- Cosmos 231 è un satellite artificiale russo.

## Altri ambiti
- +231 è il prefisso telefonico internazionale della Liberia.
- Nel sistema consuetudinario statunitense, è il numero di pollici cubi contenuti in un gallone.
- È il numero delle possibili combinazioni di due delle 22 lettere dell'alfabeto ebraico, da cui i "231 cancelli" del Sefer Yetzirah.